# Operation Crossroads

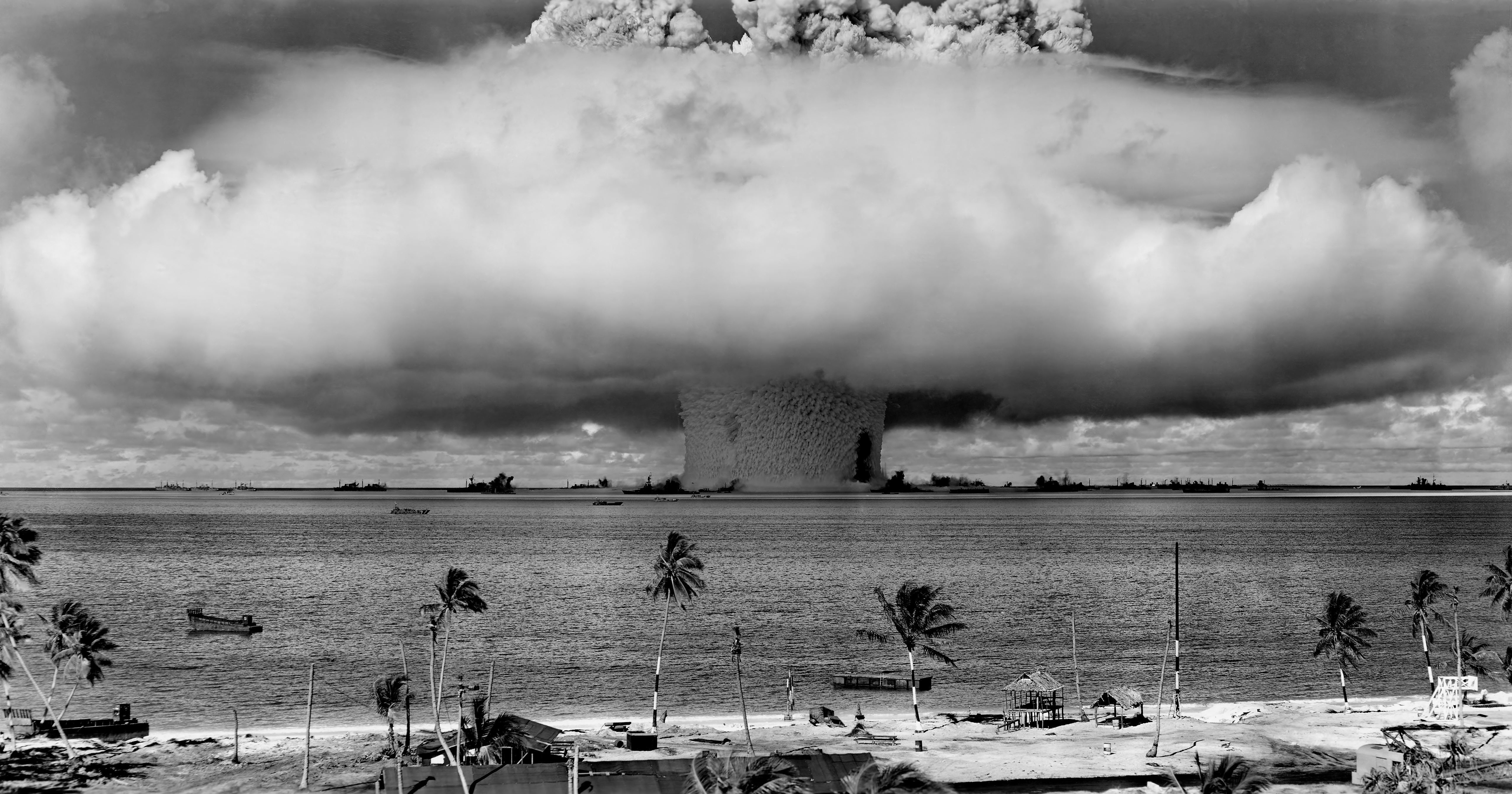
Detonationen av Baker testet. Kring det uppstigande explosionsmolnet syns flottan som utgjorde målet. Palmerna vid stranden markerades med svart och vit färg för att mäta höjden av kärnvapenprovets tsunami.

Operation Crossroads var ett kärnvapenprov som utfördes av USA:s väpnade styrkor under sommaren 1946 vid Bikiniatollen som vid denna tid tillhörde USA:s Stillahavsprotektorat. Under testet utlöstes två atombomber som motsvarade var för sig 23 kiloton trinitrotoluen (TNT). Test Able fälldes den 1 juli 1946 från en Boeing B-29 Superfortress och den detonerade 158 meter över havsytan. Test Baker utlöstes 27 meter under vattenytan den 25 juli 1946. Charlie, ett tredje test, var planerat till den 1 mars 1947 ännu djupare under havsytan men testet utfördes aldrig.
Under hela militärövningen deltog över 42 000 militärer, de flesta från USA:s flotta, samt flera civila vetenskapsmän, 149 fartyg och 156 flygplan. Målet utgjordes av cirka 100 tomma fartyg.